# 大洋船
大洋船，是美國出生的日本純種競賽馬匹。生涯初期活躍於草地賽事，曾勝出2001年NHK一哩賽，轉戰泥地賽事勝出日本盃泥地大賽。由於其於草地及泥地賽事均成功打破多項時間紀錄，因而與身處同年代的愛麗數碼一同被稱爲近代最強的泥草二刀流賽駒。

## 出賽前
1998年3月31日出生於美國肯塔基州一個由當地人Nicholas M. Lotzo開設的牧場，成長途中被馬匹轉售販以7萬美金購入後在拍賣會上開拍，於拍賣會中被北部牧場負責人吉田勝己以43萬美金購入並引入日本，最終再轉售給馬主兼牧場熟人金子真人。
2000年8月交由栗東訓練中心練馬師松田國英訓練。

## 競賽生涯

### 3歲（現2歲）
2000年10月14日出戰京都競馬場3歲新馬戰，比賽初段其以追趕領放馬Shigeru Phoenix的姿態推進並保持穩定的節奏，通過第四彎道後其和Eishin Spencer一同衝出發力。然而進入直路後，大洋船嘗試抽入內檔位置嘗試加速，但被馬群阻擋之下未能最大程度衝刺，最終以頸位差距敗於抽出外檔的對手得第二。
其後增程至2000米出戰另一場3歲新馬戰，比賽開始後其於第三左右的位置展開推進，雖然其通過第一彎道後就表現出衝刺的慾望，但於騎師松永幹夫的控制下成功冷靜。通過最後彎道時，由於其經已處於前方的有利位置，騎師松永僅用一鞭就成功驅使大洋船奮力加速，最終其跑出全場最佳末腳下，以破3歲2000米賽事紀錄的2分0.7秒奪得首勝。
12月3日出戰條件戰歐石楠賞，比賽途中一直跟隨前方的Meiner Jugend及Admire Condor於第三的位置推進，進入直路後加速瞬間超越兩匹賽駒，其後保持速度下再度以破賽事紀錄的2分1.2秒獲得勝利。
12月23日出戰三級賽短波電台賞三歲錦標，壓過愛麗速子及森林寶穴獲得第一人氣。比賽開始後，其於先頭位置推進並以第二名進入直路，但於直路上被同時加速的愛麗速子及森林寶穴超越，最終以第三完賽。

### 3歲[a]
2001年原定以共同通信盃作爲首戰，但由於訓練途中被發言輕微骨瘤以進入休養，因而轉戰賽程較遲的每日盃。由於比賽當日主戰騎師松永需要策騎常勝客遠征阿聯酋出戰杜拜世界盃，因而由四位洋文代打策騎。比賽開始後，其由始至終都處於第二的位置追趕前方的領放馬巨蟹皇座推進，通過第四彎道後進佔領先的位置。進入直路後，後方的Coin Toss開始發力迫近，但此時大洋船仍然留有餘力繼續加速爆發出全場最快末腳，最終以拋離對手5馬位的姿態奪得首個分級賽冠軍。
其後陣營爲了備戰東京優駿（日本打吡），原定出戰前哨戰京都新聞盃或者青葉賞，但馬主金子真人和練馬師松田國英商討過後決定縮程出戰NHK一哩賽。比賽開始後，其由於出閘後稍微失去平衡而需要於後方追走，並於平均的步速下保持節奏等待時機。進入直路後，騎師武豐指揮其於馬群中間穿插衝出，逐漸迫近前方領放的Grass Eiko O，並於武豐的加鞭下開啟加速，轟出恐怖的後600秒34.3秒末腳下於終點線前超越對手奪得首個一級賽冠軍，亦爲練馬師松田帶來首個一級賽優勝。
其後按照計劃出戰東京優駿，僅落後森林寶穴取得第二人氣。比賽開始後，前方由紀錄片帶出，烈焰快駒於先頭位置推進，而森林寶穴則和大洋船於中團後方追走。通過第三彎道時候，其開始發力爬升，並和烈焰快駒以同樣節奏進入直路。然而進入直路後，後方較遲加速的森林寶穴以凌厲的姿態衝出輕鬆超越兩駒，而此時大洋船陷入些微失速的狀況下失去了反超的機會，最終以第五完賽。
夏季放草過後陣營決定以本年度改革制度開放兩個名額給予外國產馬參賽的秋季天皇賞爲目標，並以神戶新聞盃作爲熱身。比賽開始後，其由於些微跌倒而需要於後方追走，然而比賽途中受到對後上馬不利的慢步速影響，雖然於直路成功衝刺，但仍然落後前方的Air Eminem及旭日飛駒得第三。
完成神戶新聞盃後陣營原定按照計劃出戰秋季天皇賞，但由於剛剛贏得一哩冠軍南部盃、累積獎金於外國產馬之中排名第二的愛麗數碼宣佈參賽，因而大洋船失去了本應擁有的參賽名額。愛麗數碼陣營此般做法雖然於當時引起嘩然及導致大洋船陣營不滿，但由於大洋船之練馬師松田正有打算安排其轉戰泥地的計劃，因而陣營並未將此此次插曲放於心上，反而將其視爲一個契機。
10月27日出戰首場泥地賽事武藏野錦標，成功奪得第一人氣。比賽開始後，雖然其處於第15檔外檔位置，但仍然以積極的姿態搶佔位置於第三推進。通過第三彎道時候其開始發力，通過第四彎道時候經已和領放的South Vigorous呈現平頭姿態。進入直路後，其隨即爆發凌厲的速度衝刺，最終以拋離第二名飛鷹茶座9馬位的恐怖姿態奪得冠軍，更以1分33.3秒的完賽時間將1992年由Narita Hayabusa創立的紀錄推前1.2秒，足以彰顯其於泥地賽事的統治力。
11月24日出戰日本盃泥地大賽，成功力壓衆馬匹獲得第一人氣。比賽開始後，由於其出閘時和旁邊的Lido Palace發生碰撞，節奏被影響下需要於後方追走，但其於通過第三彎道前經已發力並進佔先頭位置，並於第四彎道取得領先。進入直路後，經過長距離加速的大洋船仍然有餘力繼續衝刺，最終於直路上獨走下拋離第二名兼上年度盟主飛箭7馬位獲勝，亦再度2分5.9秒將對方於上年度創立的紀錄推前1.3秒。

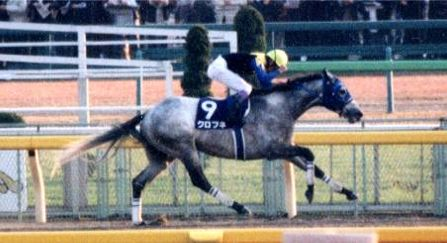
出戰日本盃泥地大賽的大洋船

完成日本盃泥地大賽後其進入休養，並決定來年以杜拜世界盃作爲最大目標。然而於12月22日訓練後被發現右前腳有發熱的跡象，最終於醫療團隊判定爲肌腱炎下，陣營決定安排其退役。
年末，由於其於兩場泥地賽事均拉開巨大優秀並以破紀錄時間獲勝，因而以近乎全票的282票當選最佳泥地馬，但於最佳3歲馬及日本馬王評選中均敗於本年度贏得東京優駿及日本盃的森林寶穴。

### 詳細賽績
| 日期       | 舉辦國家 | 馬場 | 距離   | 級別 | 賽事名稱           | 負重 | 騎師     | 馬號 | 出馬 | 名次 | 時間   | 頭馬（二馬）        |
| ---------- | -------- | ---- | ------ | ---- | ------------------ | ---- | -------- | ---- | ---- | ---- | ------ | ------------------- |
| 14/10/2000 | 日本     | 京都 | 草1600 |      | 3歲新馬            | 53   | 松永幹夫 | 4    | 9    | 2    | 1:35.7 | Eishin Spencer      |
| 28/10/2000 | 日本     | 京都 | 草2000 |      | 3歲新馬            | 53   | 松永幹夫 | 3    | 9    | 1    | 2:00.7 | （Meiner Escape）   |
| 3/12/2000  | 日本     | 阪神 | 草2000 |      | 歐石楠賞           | 54   | 松永幹夫 | 10   | 12   | 1    | 2:01.2 | （Daiichi Dunhill） |
| 23/12/2000 | 日本     | 阪神 | 草2000 | GIII | 短波電台盃三歲錦標 | 54   | 松永幹夫 | 5    | 12   | 3    | 2:01.4 | 愛麗速子            |
| 24/3/2001  | 日本     | 阪神 | 草2000 | GIII | 每日盃             | 55   | 四位洋文 | 2    | 11   | 1    | 1:58.6 | （Coin Toss）       |
| 6/5/2001   | 日本     | 東京 | 草1600 | GI   | NHK一哩賽          | 57   | 武豐     | 4    | 18   | 1    | 1:33.0 | （Grass Eiko O）    |
| 27/5/2001  | 日本     | 東京 | 草2400 | GI   | 東京優駿           | 57   | 武豐     | 17   | 18   | 5    | 2:27.9 | 森林寶穴            |
| 23/9/2001  | 日本     | 阪神 | 草2000 | GII  | 神戶新聞盃         | 56   | 蛯名正義 | 7    | 12   | 3    | 1:59.6 | Air Eminem          |
| 27/10/2001 | 日本     | 東京 | 泥1600 | GIII | 武藏野錦標         | 57   | 武豊     | 15   | 15   | 1    | 1:33.3 | （飛鷹茶座）        |
| 24/11/2001 | 日本     | 東京 | 泥2100 | GI   | 日本盃泥地大賽     | 55   | 武豐     | 9    | 16   | 1    | 2:05.9 | （飛箭）            |

a 由2001年開始，日本跟隨國際馬齡顯示標準，以實歲標記馬匹

## 退役後
退役後，大洋船成爲了配種馬，於北海道早來町（今安平町）社台Stallion Station休養，在2002年進行配種。首批子嗣於2003年出生。首批子嗣可於2005年出賽。11月19日，李察靈駒在東京體育盃兩歲錦標取勝，成爲首匹分級賽的子嗣。12月11日，李察靈駒於朝日盃未來錦標取勝，成爲了首匹勝出一級賽的大洋船子嗣。縱觀其配種生涯，其成功將自身優秀的草地及泥地基因遺傳及子嗣，令其子嗣戰績遍佈於草地及泥地賽事。另一方面，其優秀且成功的配種成績亦將原本只於北美地區爲主流的Vice Regent系血統引入日本，打破當時由Halo-週日寧靜系壟斷日本育馬界的局面。
2020年，由於年齡漸老及身體狀態下滑等因素由配種馬退役，停留於社台Stallion Station進行養老生活。
2021年1月17日，其因衰老以23歲之齡死亡。

### 主要子嗣

#### 一級賽優勝子嗣
粗體字為一級賽事
2003年生
- 李察靈駒（東京體育盃兩歲錦標、朝日盃未來錦標、阪神盃）

2004年生
- 不眠之夜（CBC賞、北九洲紀念、短途馬錦標）

2007年生
- 真機伶（阪神牝馬錦標、函館短途錦標、堅蘭盃、短途馬錦標、高松宮紀念）

2008年生
- 捕鯨之旅（皇后盃、玫瑰錦標、維多利亞一哩賽、府中牝馬錦標、東京新聞盃）

2010年生
- Up to Date（中山跳欄大賽、小倉夏季跳欄錦標、中山大障礙、兩次阪神跳欄錦標、阪神春季跳欄錦標）

2012年生
- Clarity Sky（NHK一哩賽）
- White Fugue（關東橡樹大賽、兩次日本育馬場盃雌馬經典賽、TCK女王盃、閃耀女士盃、海洋盃、埼玉盃）

2014年生
- 太空隕石（NHK一哩賽、皇后錦標、每日王冠）

2018年生
- 純淨之輝（札幌兩歲錦標、阿緹密斯錦標、阪神兩歲牝馬錦標、櫻花賞、札幌紀念、維多利亞一哩賽）

2019年生
- 大海女神（短途馬錦標、海洋錦標）

#### 分級賽優勝子嗣
2004年生
- White Melody（關東橡樹大賽、女皇賞）

2005年生
- Odile（夢幻錦標）
- 美妙黛西（福島牝馬錦標、女帝盃）
- 小雪（關東橡樹大賽、女皇賞、TCK女王盃）

2007年生
- Dream Sailing（京都跳欄錦標）
- 正孝迅雷（夏季短途錦標）

2008年生
- Marumo Sarah（夢幻錦標）

2009年生
- 地球音速（京阪盃）

2010年生
- Stalk and Ray（函館兩歲錦標）
- Kurofune Surprise（鬱金香賞）
- Impulse Hero（獵鷹錦標）
- Meiner Crop（佐賀紀念、三月錦標）

2012年生
- T M Jinsoku（東海錦標）

2013年生
- Oken Believe（星團盃）

2014年生
- 小型艦（每日盃兩歲錦標、函館短途錦標）

2015年生
- Pax Americana（京都金盃）

2016年生
- Emeral Fight（春季錦標）

2017年生
- 傲雪王妃（關東橡樹大賽、雌馬預賽）

2018年生
- 妙歌（小倉紀念）

## 血統簡介
父系French Deputy爲美國賽駒，生涯戰績不俗，曾勝出二級賽。祖父Deputy Minister爲加拿大賽駒，生涯戰績優秀，曾勝出一級賽桂冠未來錦標。
母系Blue Avenue爲美國賽駒，生涯戰績不俗，曾勝出五場頭馬。外祖父Classic Go Go爲美國賽駒，生涯戰績不俗，曾勝出二級賽俄亥俄打吡。

### 血統表
| 父線：Vice Regent系（北地舞人系）         |                                |                    |                 |
| 種馬 French Deputy 1990年（栗色）         | Deputy Minister 1979年（棗色） | Vice Regent        | 北地舞人        |
| 種馬 French Deputy 1990年（栗色）         | Deputy Minister 1979年（棗色） | Vice Regent        | Victoria Regina |
| 種馬 French Deputy 1990年（栗色）         | Deputy Minister 1979年（棗色） | Mint Copy          | Bunty's Flight  |
| 種馬 French Deputy 1990年（栗色）         | Deputy Minister 1979年（棗色） | Mint Copy          | Shakney         |
| 種馬 French Deputy 1990年（栗色）         | Mitterand 1992年（棗色）       | Hold Your Peace    | Speak John      |
| 種馬 French Deputy 1990年（栗色）         | Mitterand 1992年（棗色）       | Hold Your Peace    | Blue Moon       |
| 種馬 French Deputy 1990年（栗色）         | Mitterand 1992年（棗色）       | Laredo Lass        | 勇者帝王        |
| 種馬 French Deputy 1990年（栗色）         | Mitterand 1992年（棗色）       | Laredo Lass        | Fortunate Isle  |
| 繁殖雌馬 Blue Avenue 1990年（灰色）       | Classic Go Go 1978年（棗色）   | Pago Pago          | Matrice         |
| 繁殖雌馬 Blue Avenue 1990年（灰色）       | Classic Go Go 1978年（棗色）   | Pago Pago          | Pompilia        |
| 繁殖雌馬 Blue Avenue 1990年（灰色）       | Classic Go Go 1978年（棗色）   | Classic Perfection | Never Bend      |
| 繁殖雌馬 Blue Avenue 1990年（灰色）       | Classic Go Go 1978年（棗色）   | Classic Perfection | Mira Femme      |
| 繁殖雌馬 Blue Avenue 1990年（灰色）       | Eliza Blue 1983年（灰色）      | Icecapade          | 新北區          |
| 繁殖雌馬 Blue Avenue 1990年（灰色）       | Eliza Blue 1983年（灰色）      | Icecapade          | Shenanigans     |
| 繁殖雌馬 Blue Avenue 1990年（灰色）       | Eliza Blue 1983年（灰色）      | Corella            | 雷弼圖          |
| 繁殖雌馬 Blue Avenue 1990年（灰色）       | Eliza Blue 1983年（灰色）      | Corella            | Catania         |
| 雌系：號族：2-r                           |                                |                    |                 |
| 五代內近親交配：新北區 5×4、Nasrullah 5×5 |                                |                    |                 |

## 命名由來
名字Kunofune（クロフネ）於日語中，用以指代黑船來航時由美國海軍准將馬修·貝里率領的艦隊，香港則翻譯为「大洋船」。

## 外部連結
- 大洋船 netkeiba.com （页面存档备份，存于）
- 血統表 （页面存档备份，存于）